# Heteromeringia quadrispinosa
Heteromeringia quadrispinosa är en tvåvingeart som beskrevs av Masahiro Sueyoshi 2006. Heteromeringia quadrispinosa ingår i släktet Heteromeringia och familjen träflugor. Inga underarter finns listade i Catalogue of Life.